# Vicki Nelson
Vicki Nelson (25 september 1962) is een tennisspeelster uit de Verenigde Staten van Amerika.
In 1981 speelde Nelson op het US Open haar eerste grandslampartijen, zowel in het enkel- als in het dubbelspel.
Op 24 september 1984, tijdens de eerste ronde van het WTA-toernooi van Richmond, speelde zij tegen Jean Hepner de langste tiebreak van 107 minuten, in een partij die 6 uur en 31 minuten duurde. Nelson won met 6–4, 7–6. In de tiebreak (die eindigde bij 13–11) was er een punt waar 29 minuten om werd gestreden, waarbij de bal 643 maal over het net ging.
In 1986 won zij het WTA-toernooi van Brazilië in São Paulo.

## Resultaten grandslamtoernooien
| Legenda | Legenda                          |
| ------- | -------------------------------- |
| g.t.    | geen toernooi gehouden           |
| l.c.    | lagere categorie                 |
| –       | niet deelgenomen                 |
| G       | uitgeschakeld in de groepsfase   |
| 1R      | uitgeschakeld in de eerste ronde |
| 2R      | uitgeschakeld in de tweede ronde |
| 3R      | uitgeschakeld in de derde ronde  |
| 4R      | uitgeschakeld in de vierde ronde |
| KF      | uitgeschakeld in de kwartfinale  |
| HF      | uitgeschakeld in de halve finale |
| F       | de finale verloren               |
| W       | het toernooi gewonnen            |
| w-v     | winst/verlies-balans             |

### Enkelspel
| toernooi        | 1981 | 1982 | 1983 | 1984 | 1985 | 1986 | 1987 | 1988 |
| --------------- | ---- | ---- | ---- | ---- | ---- | ---- | ---- | ---- |
| Australian Open | –    | 1R   | –    | 1R   | –    | g.t. | 2R   | 1R   |
| Roland Garros   | –    | –    | 1R   | 2R   | 2R   | 2R   | 1R   | –    |
| Wimbledon       | –    | 1R   | 1R   | 1R   | 1R   | 1R   | 1R   | –    |
| US Open         | 2R   | 4R   | 1R   | 2R   | 1R   | 1R   | 1R   | –    |

### Vrouwendubbelspel
| toernooi        | 1981 | 1982 | 1983 | 1984 | 1985 | 1986 | 1987 | 1988 |
| --------------- | ---- | ---- | ---- | ---- | ---- | ---- | ---- | ---- |
| Australian Open | –    | –    | –    | 2R   | –    | g.t. | –    | 1R   |
| Roland Garros   | –    | –    | 1R   | 1R   | 1R   | 1R   | 1R   | –    |
| Wimbledon       | –    | 1R   | 1R   | –    | 1R   | 1R   | –    | –    |
| US Open         | 3R   | 2R   | 1R   | 1R   | 1R   | 1R   | –    | –    |